# Mina Markovič
Mina Markovič (Maribor, Yugoslavia, 23 de noviembre de 1987) es una deportista eslovena que compitió en escalada, especialista en la prueba de dificultad.
Ganó tres medallas en el Campeonato Mundial de Escalada, en los años 2014 y 2016, y seis medallas en el Campeonato Europeo de Escalada entre los años 2008 y 2017. Además, consiguió una medalla de oro en los Juegos Mundiales de 2013.

## Palmarés internacional
| Campeonato Mundial | Campeonato Mundial  | Campeonato Mundial | Campeonato Mundial |
| Año                | Lugar               | Medalla            | Prueba             |
| ------------------ | ------------------- | ------------------ | ------------------ |
| 2014               | Gijón (España)      | Medalla de plata   | Dificultad         |
| 2014               | Gijón (España)      | Medalla de bronce  | Combinada          |
| 2016               | París (Francia)     | Medalla de bronce  | Dificultad         |
| Campeonato Europeo |                     |                    |                    |
| Año                | Lugar               | Medalla            | Prueba             |
| 2008               | París (Francia)     | Medalla de bronce  | Dificultad         |
| 2013               | Chamonix (Francia)  | Medalla de plata   | Dificultad         |
| 2013               | Chamonix (Francia)  | Medalla de plata   | Bloques            |
| 2015               | Chamonix (Francia)  | Medalla de oro     | Dificultad         |
| 2015               | Chamonix (Francia)  | Medalla de plata   | Combinada          |
| 2017               | Campitello di Fassa | Medalla de plata   | Dificultad         |